# Pablo Guillermo Angulo Briceño
Pablo Guillermo Angulo Briceño (Campeche, 1 de agosto de 1990) es un abogado, político mexicano y Senador de la República desde el 1 de septiembre de 2024. Miembro del Partido Revolucionario Institucional. Fue Diputado Federalen las LXIV y LXV legislaturas del Congreso de la Unión.
Pablo Angulo Briceño es Licenciado en Derecho y Maestro en Administración Pública por la Universidad Anáhuac Mayab.
En 2015, participó como Candidato a la Diputación Local del Distrito XV en el Congreso del Estado de Campeche, resultando electo y tomando protesta el 30 de septiembre de 2015 como Legislador, convirtiéndose en el diputado local más joven de la historia de Campeche.
Durante ese año, se desempeñó como Presidente de la Confederación Nacional Campesina en el Estado de Campeche.
De 2016 a 2019 fue Presidente del Comité Ejecutivo Nacional de la Red Jóvenes x México, organización juvenil del Partido Revolucionario Institucional.
El 30 de agosto de 2018, tomó protesta como diputado federal en la LXIV Legislatura del Congreso de la Unión de México, en que fue el único legislador por Campeche que pertenecía a la bancada del Partido Revolucionario Institucional.       
En la LXV legislatura se desempeñó como Presidente de la Comisión de Vigilancia de la Auditoría Superior de la Federación.       
Es además miembro del Consejo Político Nacional del PRI, órgano del que funge como Secretario Técnico.
Desde el 1 de septiembre de 2024, asumió como Senador de la República, siendo el más joven del Grupo Parlamentario del PRI para el periodo 2024-2030.